# Luitpold Layes
Luitpold Layes (* 28. Februar 1899 in Ramstein; † 20. Januar 1994 in Landstuhl) war ein katholischer Pfarrer, der überwiegend in Frankenholz wirkte.

## Leben
Luitpold Layes war Kaplan in Bexbach. Als der Stadtteil Frankenholz seine eigene Pfarrei erhielt und sich von Höchen ablöste, wurde er zum ersten Pfarrer der jungen Gemeinde bestellt. Seine Amtseinführung war am 15. Oktober 1927. Layes baute die Pfarrei auf. Er gründete und regte zur Gründung zahlreicher katholischer Organisationen an, so eine eigene Deutsche Jugendkraft, einen Kirchenchor, den Jünglingsverein, eine Frauengemeinschaft und das Werkvolk. Nach dem Anschluss des Saargebiets an das Deutsche Reich geriet er in Konflikt mit den Nationalsozialisten, insbesondere da seine Jugendorganisation mehr Kinder und Jugendliche band, als der örtliche NS-Turnverein. Die Auseinandersetzung eskalierte im sogenannten Frankenholzer Schulstreik, bei dem Layes zu Protesten gegen die Aufhängung von Hitlerporträts anstelle des christlichen Kreuzes aufrief.
1963 wurde Layes zum Bischöflichen geistlichen Rat ernannt. Am 12. Oktober 1967 erhielt er die Ehrenbürgerschaft in der Gemeinde Frankenholz. Insgesamt war er 44 Jahre in der Pfarrei tätig. In Frankenholz wurde eine zur Kirche führende Straße (Pfarrer-Layes-Straße) nach ihm benannt. Sein Nachfolger Emil Bayer übernahm die Gemeinde 1971.
Luitpold Layes verstarb 1994 in einem Altenheim in Landstuhl.